# Ольга Греческая (1971)
Принцесса Ольга Изабелла Савойская-д’Аоста, герцогиня Апулийская (урождённая принцесса Ольга Изабелла Греческая (греч. Πριγκίπισσα Όλγα της Ελλάδας); род. 17 ноября 1971) — дочь Принца Греческого и Датского Михаила и Марины Карелла (дочери Феодора Карелла и Элли Халикиопулос). Замужем за принцем Аймоне Савойским-Аостским.

## Детство и юношество
Ольга росла в Париже и Нью-Йорке, проводя лето на семейной вилле, на острове Патмос, Греция. Она выбрала для обучения частную школу-интернат в Англии, изучала историю в Риме, также является выпускником Принстонского университета. Ольга имеет учёную степень Высшей школы Колумбийского университета архитектуры и планирования. После недолгой работы дизайнером интерьера, она отправилась в Панаму, чтобы фотографировать и изучать phalaena. Позже, как лепидоптерист, она помогла создать, а затем работала в лаборатории Liquid Jungle в Панаме в сотрудничестве со Смитсоновским институтом тропических исследований и Вудс-Холским океанографическим институтом. Также является журналистом и режиссёром.

## Династический статус
В отличие от других членов греческой королевской семьи, Ольга и её старшая сестра (принцесса Александра) — из-за невысокого происхождения их матери — не считаются полноправными членами королевского дома, несмотря на то, что король Константин II (в соответствии с греческим законодательным декретом 1298/1949) признал их рождёнными в браке. Будучи дочерьми нединастического брака, сёстры не титулуются традиционно королевскими высочествами и не имеют титульного добавления «…и Дании».

## Помолвка, брак и дети

### Помолвка
Её помолвка с принцем Аймоне Савойским-Аостским, сыном Амадея Савойского-Аостского, была объявлена в мае 2005 года. Аймоне и Ольга — троюродные брат и сестра, оба они являются правнуками Жана Орлеанского.

### Брак
Гражданская церемония состоялась после трёхлетней помолвки, 16 сентября 2008 в итальянском посольстве в Москве, городе, в котором Аймоне работал. Венчание состоялось 27 сентября на острове Патмос, где, как и ожидалось, Патриарший Экзарх Патмоса, архимандрит Андипас Никитарас, служил в Евангелической Церкви Девы Марии в Пано Камбос. После Второго Ватиканского собора браки, в соответствии с обрядом Константинопольского патриархата, к которому принадлежит экзархат, могут быть признаны канонически действительными. Каноническое разрешение было получено от католического архиепископа Москвы, Паоло Пецци, который был ординарием принца Аймоне.
В день свадьбы на острове Патмос присутствовало несколько членов семьи Ольги, в том числе:
- королева Испании София (урождённая принцесса Греческая и Датская),
- бывший король Греции Константин II
- и его супруга королева Анна Мария (урождённая принцесса Датская),
- принц Греческий и Датский Михаил
- и его жена, Марина Греческая (родители невесты),
- принцесса Ирина Греческая и Датская.

Кроме 78-летней Маргариты, вдовствующей герцогини Австрийской-Эсте (урождённой принцессы Савойской-д’Аоста), присутствовали все члены ветви Аоста Савойской династии, а именно:
- принц Амадей Савойский-Аостский (отец жениха)
- и его супруга принцесса Сильвия, герцогиня Аоста[итал.],
- принцесса Клод Орлеанская, она же «принцесса Франции», мать жениха), а также две сестры Аймоне -
- принцесса Бьянка, графиня Арривабене Валенти Гонзага
- и принцесса Мафальда, мадам Ломбардо-ди-Сан-Кирико, а также
- Мария-Кристина[англ.] (урождённая принцесса Савойская-д’Аоста)
- и её муж принц Казимир Бурбон-Сицилийский.

От старшей ветви итальянской королевской семьи была
- принцесса Мария Габриэлла Савойская (дочь покойного короля Умберто II)[10], так как она была на свадьбе родителей Ольги в Афинах в 1965[11].

### Дети
- 7 марта 2009 в Париже, Франция, принцесса Ольга родила сына по имени Умберто, принц Пьемонта[12][13].
- 24 мая 2011 года в Париже, Ольга родила ещё одного сына, названного Амедео. На следующий день после его рождения Амедео был пожалован титул его деда по отцовской линии: герцог Абруцци[14].
- 14 декабря 2012 в Париже Ольга родила дочь Изабеллу.

## Титулы и награды
- 17 ноября 1971 — 16 сентября 2008: Принцесса Ольга Греческая
- 16 сентября 2008 — наст. время: Её Королевское Высочество герцогиня Апулийская